# Districtes de la Subordinació Republicana
Els Districtes de la Subordinació Republicana (en tadjik: Ноҳияҳои тобеи ҷумҳурӣ, Nohiyaho‘i tobe‘i jumhurî/Nohijahoji toвeji çumhurī) és una regió del Tadjikistan, formada per 13 districtes que es troben directament sota administració central. La composició ètnica dels districtes el 2010 era del 85% tadjiks i de l'11,7% de la uzbeks.
Els Districtes de la Subordinació Republicana cobreixen gran part del territori de l'Oblast de Gharm, que es va dissoldre el 1955. Antigament eren coneguts com la Regió de Karotegin.